# Цигалко Максим Володимирович
Максим Цигалко (біл. Максім Цыгалка, 27 травня 1983, Мінськ — 25 грудня 2020) — білоруський футболіст, що грав на позиції нападника.
Виступав, зокрема, за клуб «Динамо» (Мінськ), а також національну збірну Білорусі.
Чемпіон Білорусі. Володар Кубка Білорусі.

## Клубна кар'єра
Народився 27 травня 1983 року в місті Мінськ. Вихованець футбольної школи клубу «Динамо» (Мінськ).
У дорослому футболі дебютував 2000 року виступами за команду «Динамо-2» (Мінськ), у якій того року взяв участь у 10 матчах чемпіонату. 
Протягом 2000—2001 років захищав кольори клубу «Динамо-Юні» (Мінськ).
Своєю грою за останню команду привернув увагу представників тренерського штабу клубу «Динамо» (Мінськ), до складу якого приєднався 2001 року. Відіграв за мінських «динамівців» наступні п'ять сезонів своєї ігрової кар'єри. У складі мінського «Динамо» був одним з головних бомбардирів команди, маючи середню результативність на рівні 0,45 гола за гру першості. За цей час виборов титул чемпіона Білорусі.
Згодом з 2006 по 2008 рік грав у складі команд «Нафтан», «Кайсар» та «Бананц».
Завершив ігрову кар'єру у команді «Савіт», за яку виступав протягом 2008—2009 років.

## Виступи за збірні
Протягом 2002–2004 років залучався до складу молодіжної збірної Білорусі. На молодіжному рівні зіграв в 11 офіційних матчах, забив 3 голи.
У 2003 році дебютував в офіційних матчах у складі національної збірної Білорусі.
Загалом протягом кар'єри в національній команді, яка тривала 1 рік, провів у її формі 2 матчі, забивши 1 гол.
Помер 25 грудня 2020 року на 38-му році життя.
| Дата      | Місто   | Господарі  | Результат | Гості      | Турнір           | Голи | Примітки |
| --------- | ------- | ---------- | --------- | ---------- | ---------------- | ---- | -------- |
| 2-4-2003  | Мінськ  | Білорусь   | 2 – 2     | Узбекистан | товариський матч | 1    | 46'      |
| 30-4-2003 | Ташкент | Узбекистан | 1 – 2     | Білорусь   | товариський матч | -    | 67'      |
| Усього    |         | Матчів     | 2         |            | Голів            | 1    |          |

## Титули і досягнення
- Чемпіон Білорусі (1):

«Динамо» (Мінськ): 2004
- Володар Кубка Білорусі (1):

«Динамо» (Мінськ): 2003